# Angela
Angela je žensko osebno ime.

## Slovenske različice
Andja, Andjela, Andjelija, Andjelka, Andža, Andželina, Angelca, Angelika, Angelina, Angelica, Gela, Gelči, Geli, Gelica

## Tujejezikovne različice
Angel (m)

## Izvor in pomen imena
Ime izhaja iz grške besede angelos (nosilec sporočila).

## Pogostost imena
Po podatkih Statističnega urada Republike Slovenije je bilo na dan 31. decembra 2007 v Sloveniji število ženskih oseb z imenom Angela: 7.389. Med vsemi ženskimi imeni pa je ime Angela po pogostosti uporabe uvrščeno na 29. mesto.

## Osebni praznik
V koledarju je ime Angela zapisano 4. januarja (Angela Folinjska redovnica umrla leta 1309) in 27. januarja (Angela Merici, italijanska ustanoviteljica uršulink, umrla leta 1540) 

## Slavni nosilci imena
Angela Merkel (nemška kanclerka)